# Szibériai tok
A szibériai tok vagy lénai tok (Acipenser baerii) a csontos halak (Osteichthyes) főosztályának a sugarasúszójú halak (Actinopterygii) osztályába, ezen belül a tokalakúak (Acipenseriformes) rendjébe és a valódi tokfélék (Acipenseridae) családjába tartozó faj.
Az intenzív halászata és az ikrájából készített nagyon értékes fekete kaviár, miatti túlhalászás és a gazdasági haszonnal kecsegtető orvhorgászata azt eredményezte, hogy az állománya jelentős mértékben csökkent.
Természetes élőhelyein súlyosan veszélyeztetett, de keresztezési és tenyésztési célból más országokban is előfordul és ott természetes vizekbe is kikerült. Magyarországon is megtalálható a faj, hiszen különlegessége miatt több intenzív telepítésű tóba betelepítették.

## Előfordulása
Természetes állománya csökkenőben van, ezért a szibériai tok őshazájában védettség alatt ál. A csökkenését az okozza, hogy a védettség ellenére is horgásszák és nagy mennyiségben fognak ki még nem ivarérett példányokat, amelyek így egyszer sem képesek részt venni a szaporodásban. A szibériai folyókban megépített vízlépcsők is negatívan hatnak a fajra, hiszen akadályozzák őket ívási vándorlásukban. Eredeti élőhelye Oroszország, Kazahsztán, Mongólia és Kína, valamint más országokba betelepítették és tenyésztésével több országban foglalkoznak.
A Mezőgazdasági és Élelmezési Világszervezet (FAO) statisztikai adatai alapján a legnagyobb szibériai toktenyésztő ország Franciaország. A hal tenyésztése nyereséges vállalkozás ezért jelentős tenyészetek találhatók még Olaszországban, Németországban, Lengyelországban, Spanyolországban, Belgiumban, Magyarországon, Kínában, Uruguayban és az Amerikai Egyesült Államokban. A mesterséges körülmények között tenyésztett halakkal kapcsolatban meg kell jegyezni, hogy azok jelentős része a tokfélék különböző hibridjei. Magyarországon megtalálható több intenzív telepítésű tóban és előfordul a Drávában, az Orfűi-tóban és a Bikazugi Holt-Körösben.
Nagy gazdasági jelentőséggel bír, hogy "a kaviárként" emlegetett fekete kaviárt a hal ikrájából, továbbá a sőregtok és a viza ikráiból lehet készíteni. Egy átlagos kiszerelésű 113,6 grammos beluga kaviár 80 000 forint körüli összegbe kerül.

### Formái
A fajnak három formáját írták le az élőhelyük és a szaporodásuk érdekében történő vándorlásuk szerint. Az Ob és Jenyiszej folyókban élő vándorló formája az életének jelentős részét tengeröblökben és folyótorkolatokban tölti, viszont szaporodáskor akár 2-3 ezer kilométert is felúszik ezeken a folyókon az ívó helyére. A Léna, a Jana, az Ingyigirka és a Kolima folyókban él a folyóvízi formája, mely egész életét a folyókban tölti és viszonylagosan rövid utat tesz meg ívó helyeinek elérése érdekében. Ez a forma adta a lénai tok elnevezést, mely 1981-ben került Magyarországra. A Bajkál-tóban és Zajszan-tóban élő tavi-folyóvízi forma a környező folyókban a Szelengába és Angarába vonul fel ívásakor.

### Hasonló fajok
A legjobban hasonlít a Magyarországon is megtalálható tokfélékhez. A többi tokfajtól azonban bajuszszálainak hossza és szájnyílásának alakja különbözteti meg. A viza bajuszszálai is elérik a felső ajkat, de nagy szája szinte a fej egyik szélétől a másikig ér. A sima tok ajkai megszakítás nélküliek. A vágó tok és a sőregtok bajuszszálai nem érik el a felső ajkat. A kecsege bajuszszálai szintén elérik a felső ajkat, de rojtozottak.

## Megjelenése
Élőhelyén nagyra növő fajta, hiszen testhossza elérheti a 3 métert, tömege a 100 kilogrammot. Teste hengeres alakú, feje kúpos, orra megnyúlt. Testszíne a háton barnásfekete vagy barnásszürke, halványabb árnyalatban hasonló az oldala is, a hasa fehéres színezetű. Alsó állású szája közepes méretű. Alsó ajka középen megszakított, felső ajka – szintén a középtájon – az alsó ajak felé enyhén becsúcsosodik. Hosszú és sima bajuszszálai közelebb erednek az orrcsúcshoz, mint a szájnyíláshoz, s hátrasimítva a felső ajkat elérik és a többi tokfajtól ez különbözteti meg. A farokrészen elhelyezkedő hátúszójában 30-56, farkalatti úszójában 17-33 úszósugár található. Vértjei beolvadnak a test színébe, attól élesen nem különülnek el. Vértpikkelyeinek száma a háton 10-20, az oldalán 32-62, a hason 7-16 (20).

## Életmódja
A fajnak a megfigyelt három formája alapján van folyóvízi, tavi-folyóvízi és tengeri-folyóvízi állománya. Általánosságban azt lehet a fajról ezek alapján, kijelenteni, hogy vándorló halformák. Étrendjét főként fenéklakó gerinctelen szervezetek alkotják, de néha kisebb halakat is elfogyasztanak.

## Szaporodása
A szibériai tok hasonlóan a vizához hosszú életet élhet, de éppen ezért ivarérettségét hímjei általában 17-18, a nőstényei 19-20 éves korukra érik el. Ivarérettségük elérése után nem ívik minden évben, hiszen az ikrások 3-6 évenként, a tejesek 2-4 évenként képesek erre. Ívása június–júliusban zajlik, ikráját a gyorsan áramló folyószakaszok kavicsos aljzatára rakja. Az ikraszemek száma 16,5-144 ezer között változik, átmérőjük 2,4-2,9 mm.

## Horgászata
Életmódja miatt a leggyakoribb horgászmódszer a fenekező készséggel történő horgászata. Étrendje miatt csaliként szóba jöhetnek a földigiliszta-félék, a csontkukac, a piócák esetleg nagyobb példányait kishallal lehet zsákmányul ejteni. A szájba akadt tokok fárasztása, partra emelése viszonylag problémamentes, 5-15 perces fárasztást igényel. A partra emelés után ajánlatos egy nagyobb méretű pontymatrac használata, hiszen a méretes példányok elég sérülékenyek és ez különösen visszaengedésekor ajánlott.
Magyarországon fogott legnagyobb lénai tok 12,32 kilogramm és 103 cm-es volt a Magyar Országos Horgász Szövetség rekordlistája alapján.

### Internetes leírások a szibériai tokról
- A faj szerepel a Természetvédelmi Világszövetség Vörös Listáján. IUCN. (Hozzáférés: 2023. március 6.)
- A faj adatlapja a FishBase oldalán. FishBase. (Hozzáférés: 2010. szeptember 2.)
- A taxon adatlapja az ITIS adatbázisában. Integrated Taxonomic Information System. (Hozzáférés: 2010. szeptember 2.)
- Acipenser baerii Brandt, 1869 (angol nyelven). BioLiB.cz. (Hozzáférés: 2010. szeptember 2.)
- Acipenser baerii Brandt, 1869 (cseh nyelven). AQUATAB. (Hozzáférés: 2010. szeptember 2.)
- Acipenser baerii (Brandt, 1869) (angol nyelven). FOOD AND AGRICULTURE ORGANIZATION OF THE UNITED NATIONS. (Hozzáférés: 2010. szeptember 2.)
- Acipenser baerii (Siberian sturgeon) (angol nyelven). Animal Diversity Web. (Hozzáférés: 2010. szeptember 2.)
- Acipenser baerii (Brandt, 1869) (angol nyelven). NCBI. (Hozzáférés: 2010. szeptember 2.)
- Acipenser baerii Brandt, 1869 (angol nyelven). Fauna Europea. [2007. október 1-i dátummal az eredetiből archiválva]. (Hozzáférés: 2010. szeptember 2.)
- Acipenser baerii Brandt, 1869 (angol nyelven). CITES. [2007. szeptember 30-i dátummal az eredetiből archiválva]. (Hozzáférés: 2010. szeptember 2.)